# Computing Machinery and Intelligence

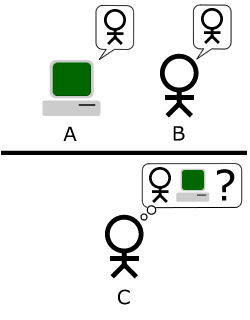
Den "vanliga tolkningen" av Turingtestet, där förhörsledaren har till uppgift att försöka avgöra vilken spelare är en dator och vilken är en människa.

"Computing Machinery and Intelligence" är en inflytelserik vetenskaplig artikel skriven av Alan Turing om ämnet artificiell intelligens. Turing publicerade artikeln 1950 i tidskriften Mind och var först med att introducera konceptet om vad som nu är känt som Turingtestet för allmänheten. I artikeln ställer Turing frågan: "Kan maskiner tänka?".